# Queeste (boek)
Queeste is het vierde boek in de Septimus Heap-serie, geschreven door Angie Sage. Dit boek speelt zich een half jaar na Elixer af. Het boek is verschenen in september 2010. Net zoals in de andere boeken in de serie zijn alle woorden die met Magiek, Alchemie en Geneesconst te maken hebben vetgedrukt en soms in een soort "oude taal" geschreven.

## Korte inhoud
Nicko en Snorri zijn al een half jaar geleden achtergelaten bij Marcellus Pye, 500 jaar terug. Septimus begint aan zijn derde leerjaar. Maar de Duysternisse komt terug opzetten. Merrin Meredith, verbitterd door het feit dat hij niet de zevende van de zevende is, komt wraak nemen op hem die hij het meest haat - juist - Septimus Heap... Hij wil de Lotsbestemming van Septimus Verduysteren. Met de hulp van de oude geest Tertius Fume stuurt hij Septimus op de eenentwintigste Queeste, die de andere 20 Leerlingen nooit hebben kunnen voltooien. Maar Septimus heeft wat anders aan zijn hoofd: hij wil op zoek naar Nicko en Snorri, samen met Jenna en Beetle. Ze zijn erachter gekomen waar ze naartoe moeten: het Huis Foryx, de plaats waar alle Tijden samenkomen. Maar kan Septimus echt ontsnappen aan de Queeste?

## Nieuwe personages
- Ephaniah Grebe: restaurateur van het Manuscriptorium, half mens, half rat
- Tertius Fume: Duystere Buitengewone Tovenaar (voor 7 dagen), na Hotep-Ra, heeft de Queeste Verduysterd
- Hotep-Ra: eerste Buitengewone Tovenaar, verblijft nu in het Huis Foryx
- Talmar Ray Bell: Leerlinge van Hotep-Ra, verblijft nu in het Huis Foryx

Magiek (2005) · Vlught (2006) · Elixer (2007) · Queeste (2008) · Sirene (2009) · Duyster (2011) · Vuer (2013)

Lijst van personages